# Crisis de Guyana de 2018
La Crisis de Guyana de 2018 fue una crisis diplomática que involucró a Brasil y Guyana en relación con Venezuela, por supuestos planes de invasión de Venezuela contra el territorio de Guyana para apoderarse por la fuerza del territorio en disputa de Guayana Esequiba.

## Historia

### Antecedentes

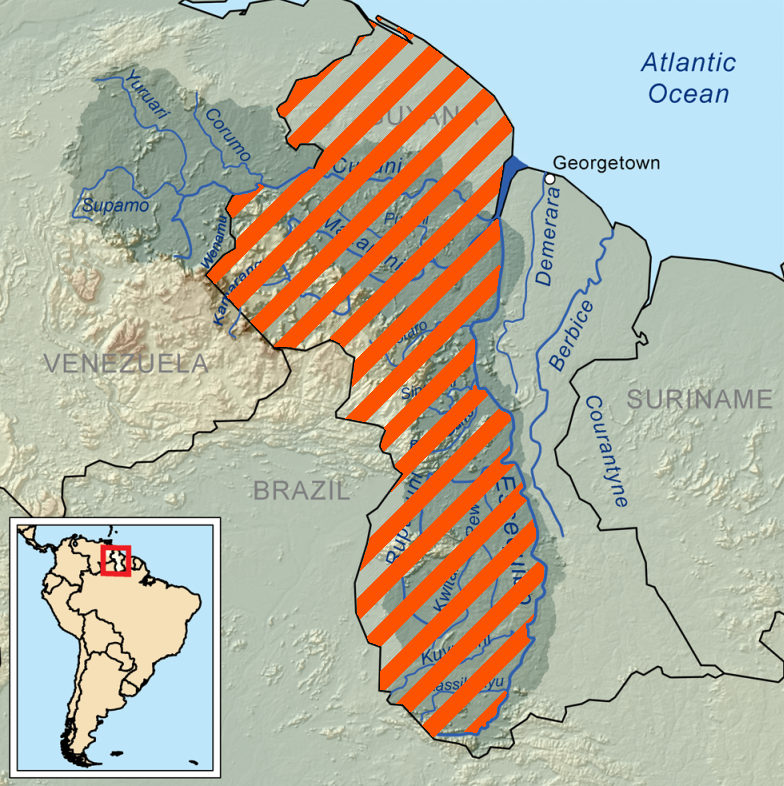
Rayada, la zona reclamada por Venezuela.

Desde 1814, cuando Gran Bretaña tomó posesión de los antiguos territorios holandeses en la actual Guyana, el territorio que hoy comprende la Guyana Esequiba comenzaba a ser ocupado por los británicos y desde la creación de la Capitanía General de Venezuela en 1777, este territorio estaba en posesión de los venezolanos.
Con la independencia de Venezuela, el conflicto se intensificó y en 1897 se firmó el Tratado de Washington entre Venezuela y el Reino Unido, donde aceptaron el arbitraje internacional en relación con el conflicto. Mediante dicho arbitraje se firmó el tratado de París de 1899, que acabó favoreciendo a los británicos. A pesar de los acuerdos firmados, el conflicto regresaría en 1963 donde Venezuela oficializó este reclamo en la Organización de las Naciones Unidas y con la independencia de Guyana en 1966 el conflicto se intensificaría.
En enero de 1969 se produjo la Rebelión de Rupununi en la parte sur de la zona de conflicto, una revuelta que, según el gobierno de Guyana, fue financiada por los venezolanos. La revuelta fue rápidamente derrotada y algunos rebeldes fueron capturados por tropas brasileñas en la frontera, lo que afirmó un acto de apoyo de Brasil a Guyana. En años posteriores se producirían algunos enfrentamientos e incidentes menores en la frontera entre ambos países, algo que acabó sin desembocar en una intensificación del conflicto territorial.

### Descubrimiento de petróleo en Guyana en 2015
En julio de 2015, la empresa norteamericana ExxonMobil descubrió frente a las costas de Guyana, justo en la zona del conflicto, una rica cantidad de petróleo que se estimaba en hasta doce veces más que la economía del país. Este descubrimiento aumentó la codicia del gobierno venezolano en esta región, lo que intensificó el reclamo de Venezuela de que, además de aumentar la presión diplomática, aumentaría la presencia de tropas en la frontera entre Venezuela y Guyana, alimentando aún más la tensión entre los dos países.

### Tensión entre Brasil y Venezuela
Desde el inicio del proceso de destitución Dilma Rousseff, los gobiernos de Venezuela y Brasil comenzaron a intercambiar críticas y, en algunos casos, representantes venezolanos abandonaron las secciones oficiales de la Organización de las Naciones Unidas en represalia.

#### Suspensión del Mercosur
Durante el gobierno de Michel Temer, el 31 de octubre de 2016, Brasil y Venezuela congelaron las relaciones diplomáticas. Lo que llevó a que, en septiembre de este mismo año, Brasil, junto con los demás países miembros del Mercosur (Argentina, Uruguay y Paraguay), impidiera al presidente venezolano, Nicolás Maduro, asumir la presidencia del bloque, lo que además fermentó más tensiones. En diciembre de 2016, Venezuela fue suspendida del bloque. En 2017, tras el tema de la asamblea constituyente de Venezuela, Mercosur decidió suspender a Venezuela del bloque por segunda vez, alegando incumplimiento de deberes y cumplimiento democrático en el país, algo que va en contra de los acuerdos firmados entre los países miembros.

#### Crisis migratoria

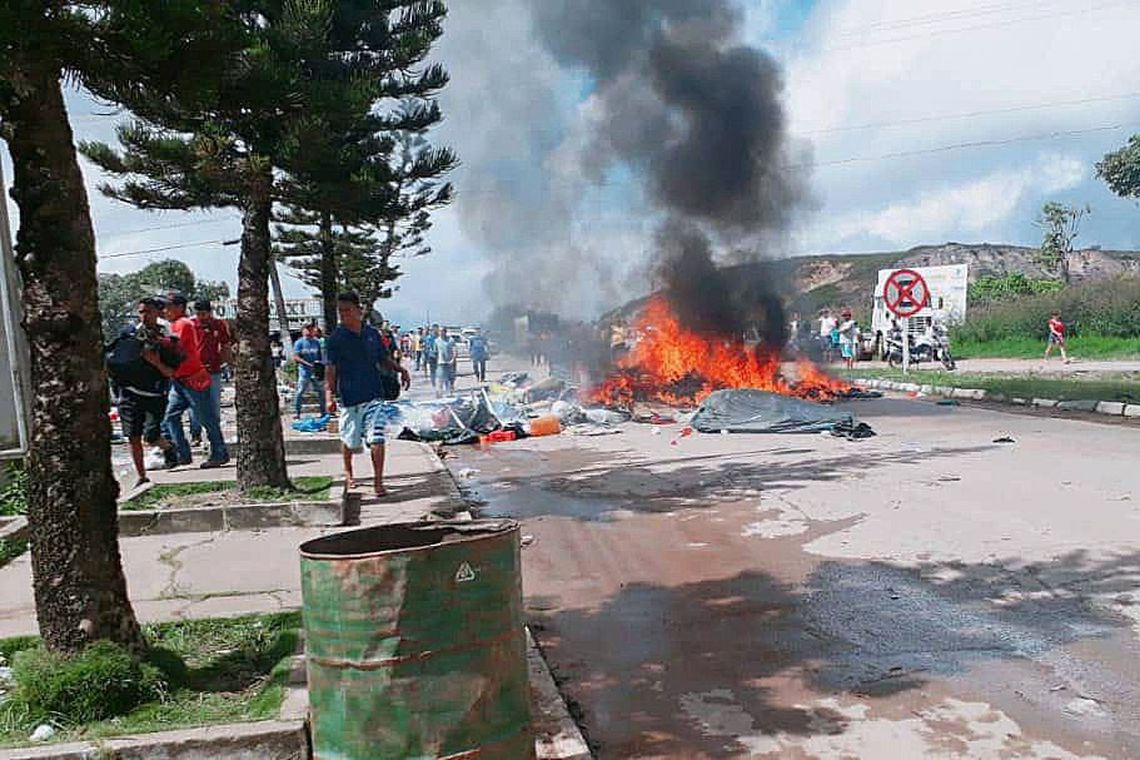
Enfrentamiento entre locales brasileños e inmigrantes venezolanos.

Entre 2015 y 2016, con el aumento de la crisis en Venezuela, se produjo un aumento en el flujo de venezolanos que ingresaban a Brasil, lo que provocó una crisis migratoria de los venezolanos en el país, especialmente en el estado de Roraima. Esto termina aumentando aún más las tensiones entre Brasil y Venezuela, dado que las autoridades brasileñas culpan al gobierno de Maduro por esta crisis. En febrero de 2018, representantes del estado de Roraima en el Senado brasileño pidieron el cierre de la frontera entre estos dos países.

#### Choque diplomático
En diciembre de 2017, ante el aumento de las tensiones, el gobierno venezolano declaró persona non grata al embajador de Brasil en Caracas, lo que resultó en su expulsión. En respuesta, el gobierno brasileño hizo lo mismo con el embajador de Venezuela en Brasilia. Ante la profundización y el desarrollo de las respectivas tensiones en las relaciones entre Brasil y Venezuela, el presidente Michel Temer afirmó en una entrevista radiofónica en febrero de 2018 que "estamos en un choque diplomático con Venezuela" y que su gobierno "no está de acuerdo con la forma en que van las cosas allí (Venezuela), lo que genera el flujo de refugiados".

## Crisis
A finales de enero de 2018, el secretario general de Naciones Unidas, António Guterres, decidió enviar la disputa entre Guyana y Venezuela a la Corte Internacional de Justicia, algo considerablemente inaceptable para Nicolás Maduro. El 8 de febrero de 2018 comenzaron a surgir rumores de que el gobierno venezolano pretendía invadir Guyana con el objetivo de conquistar por la fuerza el territorio en disputa, algo que comenzó a confirmarse con la visita del ministro de Defensa brasileño, Raul Jungmann, a Surinam y Guyana, luego de un viaje a Roraima donde vio la situación de los refugiados venezolanos, para discutir temas de defensa fronteriza. Junto al ministro de Defensa brasileño, también estaban el ministro de Justicia, Torquato Jardim y el jefe de la Oficina de Seguridad Institucional, general Sérgio Etchegoyen, que ha confirmado la existencia de los planes venezolanos.

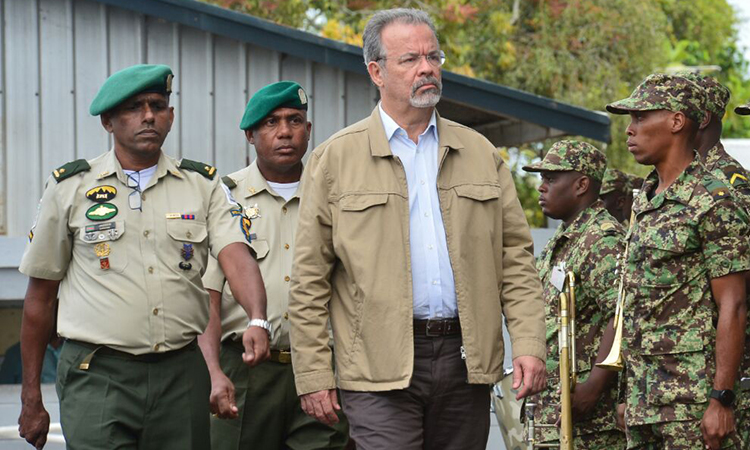
El Ministro de Defensa de Brasil, Raul Jungmann, junto a personal militar de Surinam durante la Crisis de Guyana de 2018.

En Surinam, Raul Jungmann afirmó que si la cuestión no se resuelve en paz, la estabilidad y el equilibrio regionales se verán gravemente dañados. En Guyana, el ministro de Defensa brasileño habría afirmado que Brasil sólo aceptaría una solución pacífica a la cuestión y también habría afirmado que un ataque que desequilibraría el equilibrio en la región es inaceptable para Brasil. El ministro brasileño también fue galardonado con la medalla Coroa do Cacique, otorgada por el propio presidente de Guyana, David Granger, en un acto que reafirma la amistad entre estos dos países y marca 50 años de relaciones diplomáticas y de cooperación.

El 9 de febrero, el presidente brasileño, Michel Temer, dijo a Rádio Guaíba que Brasil está inmerso en un enfrentamiento diplomático y adversario con el gobierno venezolano, alimentando así aún más las tensiones entre estos dos países. Con esta declaración del presidente brasileño, la zona fronteriza entre el estado brasileño de Roraima y territorio venezolano será fortificada por tropas del ejército brasileño, con el objetivo de controlar el flujo de inmigración venezolana, algo que se está visto como una demostración de fuerza por parte del gobierno brasileño, que promete agregar aún más combustible a la creciente crisis diplomática entre estos dos países. Además, Brasil tiene la intención de reubicar a los refugiados venezolanos en Roraima hacia otros estados del país. El 10 de febrero los gobiernos de Brasil y Guyana firmaron un acuerdo para reforzar las áreas de defensa en ambos países, actuando así contra el narcotráfico y los crímenes transnacionales. El Ministro de Defensa brasileño también afirmó:
"Como Ministro de Defensa, tengo responsabilidad sobre el Ejército, la Armada y las Fuerzas Armadas. Por eso, cualquier ayuda que podamos brindar a Guyana, háganoslo saber".
También el 10 de febrero, la Comisión de Política Exterior del Parlamento venezolano declaró que la integración de Venezuela con Brasil y Colombia finalizaba tras medidas de refuerzo de la frontera por parte de ambos países con el objetivo de "defender a la población". Según el parlamentario Luis Florindo, Brasil y Colombia tienen un problema en Venezuela y que esto "genera tensión entre la Integración y la Defensa del Interés Común a través de la Soberanía, ya que ambos endurecen sus medidas migratorias para defender el interés nacional".
El 12 de febrero, el presidente brasileño, Michel Temer, visitó el estado de Roraima para discutir con el gobierno estatal el tema de la crisis migratoria y la cuestión interna del estado. La visita del presidente brasileño al estado de Roraima fue vista por muchos como un mensaje al gobierno venezolano para que no invada Guyana. El 14 de febrero, Brasil anunció un aumento de 100 a 200 hombres en los pelotones que guarnecen la frontera entre Brasil y Venezuela en el estado de Roraima, cuyo objetivo es incrementar el control del flujo migratorio entre ambos países, además, Se movilizaron tropas de la Fuerza Nacional de Seguridad Pública para aumentar la vigilancia policial en Roraima. Sin embargo, esto ha sido visto por muchos como una provocación contra Venezuela.
El 17 de febrero, el gobierno de Guyana anunció un aumento de la presencia militar en la frontera con Venezuela además de la instalación de una base de transición en la región fronteriza. El objetivo de esto es incrementar la lucha contra los grupos violentos que supuestamente actúan en la frontera entre ambos países, sin embargo, esto terminó aumentando aún más la tensión en la región, ya que esta acción ha sido vista como un pretexto para fortalecer la frontera con Venezuela y así evitar una invasión por parte de ésta.
El 21 de febrero, el ministro de Relaciones Exteriores de Brasil, Aloysio Nunes y la canciller colombiana, María Ángela Holguín, se reunieron para discutir formas de frenar la inmigración masiva de venezolanos a los dos países e intercambiar experiencias y conocimientos logrando así una mayor integración entre los dos países en el combate a esta gran flujo migratorio que viene causando graves problemas entre la población de ambos países. Sin embargo, esto ha sido visto por los venezolanos como un pretexto para una reunión para discutir la situación política en Venezuela y contener la "Amenaza Venezolana", algo sin evidencia pero que sirve para tensar aún más el tema que ocurre en América. El 29 de marzo de 2018 Guyana hizo la solicitud para que se resuelva el conflicto territorial de Guayana Esequiba ante la Corte Internacional de Justicia. En diciembre la Armada Bolivariana interceptó un buque petrolero de ExxonMobil en la frontera con Guyana.